# Систематизация нормативных актов
Систематизация нормативных актов — деятельность, направленная на упорядочение и совершенствование правовых норм.

## Виды
Современная юриспруденция использует в основном три вида (способа) систематизации:
- Инкорпорация
  - официальная,
  - неофициальная.
- Консолидация
- Кодификация
  - всеобщая,
  - отраслевая,
  - внутриотраслевая,
  - комплексная / межотраслевая.

Также к подходам к систематизации относят учёт нормативных актов.

## Учёт нормативных актов
Сбор действующих нормативных актов для обработки и расположения по определённой схеме с целью хранения государственными органами, предприятиями, учреждениями и организациями. Наиболее распространены журнальный учёт и автоматизированный учёт.

## Инкорпорация
Объединение нормативных актов определённого уровня в сборники или собрания законодательств по отраслям права, в хронологическом, алфавитном или другом порядке без обновления их содержания. Применяется в романо-германской правовой системе для отслеживания изменений и дополнений, выявления несогласованностей и противоречий. Бывает (не)официальной. Инкорпорация всего законодательства страны называется генеральной. Инкорпорацией могут заниматься, как государственные органы, так и общественные организации и отдельные граждане, поэтому различают инкорпорацию официальную, неофициальную, официозную.
Выдающимся примером может служить систематизация российского права («Полное собрание законов Российской империи» и «Свод законов Российской империи»), осуществлённая в первой половине XIX века Вторым отделением Собственной Его Императорского Величества канцелярии под руководством М. М. Сперанского

## Консолидация
Унификация нормативных актов, устранение их множественности, что достигается путём создания крупных однородных блоков в структуре законодательства, которые в последующем служат для кодификации законодательства. Так как не изменяет содержания законов, является аналогом инкорпорации, применяется в английской правовой системе.

## Кодификация
Создание нового, систематизирующего правового акта. Перерабатывается действующее законодательство, устаревшие части отбрасываются, вносятся новые, создаётся общая внутренняя структура и рубрикация. Всегда носит официальный характер.
Процедура кодификации представляет собой эффективную форму систематизации нормативно-правовых актов, при которой производится содержательная переработка действующих законов, регламентация и сбалансирование законодательства, что делает его более компактным, а также устранение из нормативного массива устаревших норм. При этом кодекс выступает как системообразующая основа соответствующей отрасли или института права.